# Bahnhof Sprockhövel

Der Bahnhof Sprockhövel ist ein stillgelegter Bahnhof an der Bahnstrecke Wuppertal-Wichlinghausen–Hattingen in Nordrhein-Westfalen.
Das zwei- bis dreigestöckige Empfangsgebäude aus zum Teil mit Schiefer verkleidetem Naturstein wurde 1884 gebaut. Der Güterschuppen wurde in Fachwerkbauweise errichtet. Die Errichtung des Bahnhofs führte dazu, dass sich zum Beginn des 20. Jahrhunderts auch einige Bergbauzulieferer in Sprockhövel niederließen. Der Personenverkehr wurde 1979, der Güterverkehr 1984 eingestellt.
Das Empfangsgebäude ist seit 1987 ein Baudenkmal.
Heute liegt der Bahnhof am Von-Ruhr-zur-Ruhr-Radweg und ist Bestandteil der Route der Industriekultur.